# Callitriche fuscicarpa
Callitriche fuscicarpa là một loài thực vật có hoa trong họ Mã đề. Loài này được Lansdown mô tả khoa học đầu tiên năm 2006.